# Абу Тахсин аль-Салихи
Абу Тахсин аль-Салихи (араб. أبو تحسين الصالحي‎; 1 июля 1953, Басра — 29 сентября 2017, Киркук) — иракский снайпер.

## Биография
Будучи добровольцем Сил народной мобилизации, он, как утверждается, убил более 384 членов ИГИЛ во время гражданской войны в Ираке (2013—2017), за что получил прозвища «Шейх снайперов» и «Соколиный глаз». 
До гражданской войны в Ираке (2013—2017) служил в сухопутных войсках Ирака и участвовал в Войне Судного дня, Ирано-иракской войне, вторжении Ирака в Кувейт, войне в Персидском заливе и Иракской войне (2003). По его словам, во время Войны Судного дня входил в состав иракской бригады, сражавшейся с израильскими войсками на Голанских высотах. Примерно в мае 2015 года присоединился к Силам народной мобилизации и находился в горах Махул на севере Ирака, вооружённый крупнокалиберной винтовкой Steyr HS .50. Сражался с ИГИЛ в битве при Джурф ас-Сахре. Снайперским навыкам обучался у вооружённых сил СССР.
По словам представителя Сил народной мобилизации, Абу Тахсин аль-Салихи был убит в бою выстрелом в лицо, предположительно вражеским снайпером, во время битву за Хавиджу против ИГИЛ в сентябре 2017 года. Его похороны состоялись 30 сентября 2017 года.

## Наследие
В 2023 году в иракском городе Эн-Насирия была установлена статуя Абу Тахсина аль-Салихи.